# Albert Hahl
Albert Hahl (Gern, 10 settembre 1868 – Gern, 25 dicembre 1945) è stato un funzionario e amministratore coloniale tedesco.

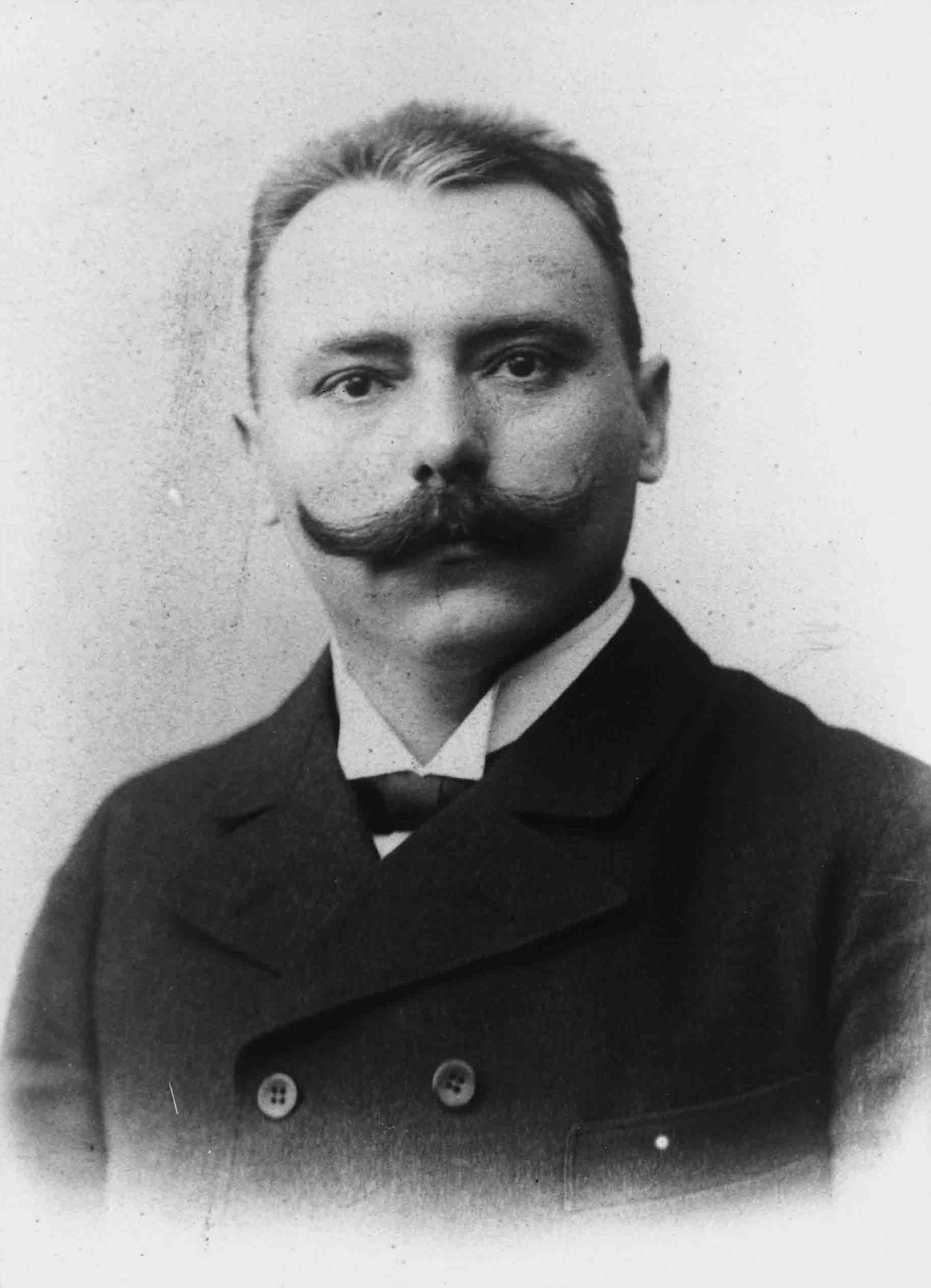
Albert Hahl (1905)

Nel 1897 è divenuto il Governatore della Compagnia della Nuova Guinea Tedesca, e dal 1902 al 1919 è stato Direttore della Nuova Guinea Tedesca.
Nel 1903 è stato tra i fondatori della città di Rabaul, allora chiamata Simpsonhafen, divenuta capitale della colonia.
Hahl è citato nel romanzo di Christian Kracht del 2012 Imperium, che si focalizza sulla figura di August Engelhardt.